# Campeonato Mundial de Ginástica Rítmica de 1991
O XV Campeonato Mundial de Ginástica Rítmica transcorreu entre os dias 9 e 13 de outubro de 1991, na cidade de Pireu, (Estádio da Paz e da Amizade) na Grécia.